# 斯凱勒萊克 (紐約州)
斯凱勒萊克（英語：Schuyler Lake）是位於美國紐約州奧齊戈縣的普查規定居民點。

## 人口
根據2020年美國人口普查的數據，斯凱勒萊克的面積為8.38平方千米，皆為陸地。當地共有人口189人，而人口密度為每平方千米22.55人。